# バヴァリア (小惑星)
バヴァリア (301 Bavaria) は小惑星帯にあるやや大きめの小惑星の一つ。
1890年11月16日にウィーンでヨハン・パリサによって発見され、バイエルン州のラテン語名にちなみ命名された。